# Trek-Segafredo (Frauenteam)/Saison 2020
Dieser Artikel beschreibt die Mannschaft und die Siege des Radsportteams Trek-Segafredo in der Saison 2020.

## Mannschaft
| Teamkader 2020           | Teamkader 2020     | Teamkader 2020         | Teamkader 2020                       |
| Name                     | Geburtsdatum       | Land                   | Vorheriges Team                      |
| ------------------------ | ------------------ | ---------------------- | ------------------------------------ |
| Elynor Bäckstedt         | 6. Dezember 2001   | Vereinigtes Königreich | Storey Racing (2019)                 |
| Lucinda Brand            | 2. Juli 1989       | Niederlande            | Sunweb (2019)                        |
| Audrey Cordon-Ragot      | 22. September 1989 | Frankreich             | Wiggle High5 (2018)                  |
| Lizzie Deignan           | 18. Dezember 1988  | Vereinigtes Königreich | Boels Dolmans (2018)                 |
| Lauretta Hanson          | 29. Oktober 1994   | Australien             | UnitedHealthcare Women's Team (2018) |
| Lotta Henttala           | 28. Juni 1989      | Finnland               | Cervélo Bigla (2018)                 |
| Elisa Longo Borghini     | 10. Dezember 1991  | Italien                | Wiggle High5 (2018)                  |
| Letizia Paternoster      | 22. Juli 1999      | Italien                | Astana Women's Team (2018)           |
| Anna Plichta             | 10. Februar 1992   | Polen                  | Boels Dolmans (2018)                 |
| Ellen van Dijk           | 11. Februar 1987   | Niederlande            | Sunweb (2018)                        |
| Abigail Van Twisk        | 1. März 1997       | Vereinigtes Königreich | Trek-Drops (2018)                    |
| Tayler Wiles             | 20. Juli 1989      | Vereinigte Staaten     | Trek-Drops (2018)                    |
| Ruth Edwards             | 9. Juli 1993       | Vereinigte Staaten     | Sunweb (2018)                        |
| Trixi Worrack            | 28. September 1981 | Deutschland            | Canyon-SRAM Racing (2018)            |
|                          |                    |                        |                                      |
| Quelle: Cycling Archives |                    |                        |                                      |

## Siege
| Siege    | Siege                                                       | Siege      | Siege  | Siege                | Siege |
| Datum    | Rennen                                                      | Staat      | Klasse | Siegerin             |       |
| -------- | ----------------------------------------------------------- | ---------- | ------ | -------------------- | ----- |
| 18. Jan. | Women's Tour Down Under, 3. Etappe                          | Australien | 2.Pro  | Ruth Edwards         |       |
| 19. Jan. | Women's Tour Down Under, Gesamtwertung                      | Australien | 2.Pro  | Ruth Edwards         |       |
| 20. Aug. | Polnische Meisterschaften, Einzelzeitfahren der Frauen      | Polen      | CN     | Anna Plichta         |       |
| 21. Aug. | Italienische Meisterschaften, Einzelzeitfahren der Frauen   | Italien    | CN     | Elisa Longo Borghini |       |
| 22. Aug. | Französische Meisterschaften, Straßenrennen der Frauen      | Frankreich | CN     | Audrey Cordon-Ragot  |       |
| 26. Aug. | Classic Lorient Agglomération                               | Frankreich | 1.WWT  | Lizzie Deignan       |       |
| 29. Aug. | La Course by Le Tour de France                              | Frankreich | 1.WWT  | Lizzie Deignan       |       |
| 5. Sep.  | Tour Cycliste Féminin International de l’Ardèche, 3. Etappe | Frankreich | 2.1    | Audrey Cordon-Ragot  |       |
| 11. Sep. | Giro d'Italia Women, 1. Etappe                              | Italien    | 2.WWT  | Trek-Segafredo       |       |
| 18. Sep. | Giro d'Italia Women, 8. Etappe                              | Italien    | 2.WWT  | Elisa Longo Borghini |       |
| 4. Okt.  | Liège–Bastogne–Liège Femmes                                 | Belgien    | 1.WWT  | Lizzie Deignan       |       |
| 31. Okt. | Italienische Meisterschaften, Straßenrennen der Frauen      | Italien    | CN     | Elisa Longo Borghini |       |